# Bobby Grim
Robert "Bobby" Grim (Coal City, Indiana, 4 september 1924 – Indianapolis, Indiana, 14 juni 1995) was een Amerikaans Formule 1-coureur. Hij reed 2 races; de Indianapolis 500 van 1959 en 1960.